# (78577) JPL
(78577) JPL (2002 RG232) – planetoida z pasa głównego asteroid okrążająca Słońce w ciągu 5,05 lat w średniej odległości 2,94 j.a. Odkryta 10 września 2002 roku.